# Municipio de Salem (condado de Turner)
El municipio de Salem (en inglés: Salem Township) es un municipio ubicado en el condado de Turner en el estado estadounidense de Dakota del Sur. En el año 2010 tenía una población de 151 habitantes y una densidad poblacional de 1,6 personas por km².

## Geografía
El municipio de Salem se encuentra ubicado en las coordenadas 43°12′46″N 97°20′21″O / 43.21278, -97.33917. Según la Oficina del Censo de los Estados Unidos, el municipio tiene una superficie total de 94.15 km², de la cual 94,15 km² corresponden a tierra firme y (0 %) 0 km² es agua.

## Demografía
Según el censo de 2010, había 151 personas residiendo en el municipio de Salem. La densidad de población era de 1,6 hab./km². De los 151 habitantes, el municipio de Salem estaba compuesto por el 98,68 % blancos y el 1,32 % eran de una mezcla de razas. Del total de la población el 0 % eran hispanos o latinos de cualquier raza.